# Messier 37
Messier 37 (M37) eller katalogiserad som NGC 2099) är den ljusaste och rikaste öppna stjärnhopen i stjärnbilden Kusken. Den upptäcktes av den italienske astronomen Giovanni Battista Hodierna före 1654. Den franske astronomen Charles Messier återupptäckte den i september 1764. 

## Egenskaper
Messier 37 klassificeras som Trumplertyp I,1, r eller I,2,r. Den ligger i antipodal riktning, mittemot Vintergatans centrum sett från jorden och finns i en av de närliggande yttre galaxarmarna. Specifikt är den fortfarande tillräckligt nära för att vara i vår egen arm (Orionarmen). Uppskattningar av dess ålder varierar från 347 miljoner till 550 miljoner år. Den har en massa motsvarande 1 500 gånger solens massa och innehåller över 500 identifierade stjärnor, med ungefär 150 stjärnor ljusare än magnitud 12,5. Messier 37 har minst ett dussin röda jättar och dess hetaste överlevande huvudseriestjärna är av spektralklass B9 V. Överskottet av andra element än väte och helium, som astronomer kallar metallicitet, liknar, om inte något högre, solens överskott.
På dess beräknade avstånd av ca 4 500 ljusår (ca 1 400 parsec) från jorden, är hopens vinkeldiameter 24 bågminuter motsvarande en fysisk vidd av omkring 20-25 ljusår (6,1-7,7 pc). Tidvattenradien för hopen, där yttre gravitation börjar ha en betydande inverkan på banor för dess ingående stjärnor, är ca 46–59 ljusår (14–18 pc). Messier 37 följer en bana genom Vintergatan med en period av 219,3 miljoner år och en excentricitet på 0,22. Detta kommer att föra det så nära till som 19 600 ljusår (6 000 pc), och så avlägset från som 30 700 ljusår (9 400 pc), galaxens centrum. Den når en toppnivå över det galaktiska planet på 290 ljusår (89 pc) och kommer att korsa planet med en period på 31,7 miljoner år.

## Kartor
|                                             |
| M37 är den gula punkten i mitten av kartan. |

|                    |
| Karta över Kusken. |